# Berloz
Berloz (nld. Berlo, wa. Bierlô) – miejscowość i gmina (commune) w Belgii, w Regionie Walońskim, w prowincji Liège, w okręgu Waremme. 1 stycznia 2024 roku liczyła 3344 mieszkańców.

## Podział administracyjny
W skład gminy wchodzą dwie dzielnice (section):
- Corswarem (Korsworm)
- Rosoux-Crenwick (Roost-Krenwik)

## Współpraca
Miejscowość partnerska:
- Verzenay, Francja